# Раффенштайн, Иоганн Фридрих
Иога́нн Фри́дрих Ра́ффенштайн или Рейфенштейн (нем. Johann Friedrich Reiffenstein; 22 ноября 1719, Рагнит, Королевство Пруссия — 6 октября 1793, Рим, Папская область) — немецкий художник-любитель, живописец-пейзажист и миниатюрист, гравёр, скульптор, историк искусства эпохи Просвещения. Почётный академик Императорской Академии художеств в Санкт-Петербурге, с 1781 года надворный советник. В российских источниках: Рейфенштейн.

## Биография
По окончании юридического факультета Кёнигсбергского университета И. Ф. Раффенштайн был принят на место секретаря в Королевское немецкое общество (Königliche Deutsche Gesellschaft) в Кёнигсберге, основанного по образцу аналогичного общества в Лейпциге, во главе которого находился известный теоретик немецкого языка Иоганн Кристоф Готтшед.
В 1760—1762 годах Иоганн Фридрих Раффенштайн путешествовал вместе с графом К. М. Линаром, бывшем посланником Саксонии при императорском дворе в Санкт-Петербурге. После недолго пребывания в Касселе при дворе курфюрстов Гессена, Раффенштайн, посетил Италию и остался жить в Риме. В 1767 году Раффенштайн переехал в свою последнюю квартиру на первом этаже Палаццо Цуккари на Виа Грегориана, 28 близ площади у церкви Сантиссима-Тринита-дей-Монти.
В Риме Раффенштайн сблизился с И. И. Винкельманом, и так увлекся изучением искусства и древностей, что окончательно поселился в Риме. Он достиг в этом деле таких блестящих результатов, что приобрел славу первого знатока древностей в Риме и, после смерти Винкельмана его стали называть преемником основателя истории античного искусства. В качестве «чичероне» (путеводителя) Раффенштайн был спутником Иоганна Вольфганга Гёте во время его итальянского путешествия в 1786—1788 годах, и Иоганна Готфрида Гердера в 1788—1790 годах. С 1782 года до самой смерти он тесно сотрудничал с художницей Ангеликой Кауфман. Дружил с Г. Э. Лессингом и живописцем Я. Ф. Хаккертом. Раффенштайн хорошо знал Рим, изучил его античные памятники и работал над воссозданием старинной техники энкаустики — живописи восковыми красками.
В 1772 году Эрнст II, герцог Саксен-Гота-Альтенбург назначил Раффенштайна своим художественным агентом в Риме. Стараниями Раффенштайна была значительно увеличена герцогская коллекция произведений искусства в замке Фриденштейн в Готе. В 1790 году Раффенштайн был избран почётным членом Прусской академии искусств в Берлине.
В 1768 году Иван Иванович Шувалов, основатель Московского университета и Академии художеств, первый президент Академии в 1757—1762 годах назначил Раффенштайна агентом Императорской Академии художеств в Риме. При участии Раффенштайна из Рима в Санкт-Петербург были отправлены пробковые макеты классических архитектурных памятников работы Антонио Кики и гипсовые отливки знаменитых античных статуй.
И. И. Шувалов, проживший четырнадцать лет за границей, многие из них в Риме, пользовался услугами Раффенштайна при закупках для Академии Художеств. Это побудило его, в 1770 году, предложить Академии узаконить комиссионерскую деятельность Раффенштайна, с чем он обратился к И. И. Бецкому и А. И. Салтыкову. В письме к последнему от 2 сентября 1770 года Шувалов писал: «Я его рекомендовал в надежде, что он Академии своими услугами полезен будет, имея великое знание во всех частях, принадлежащих художествам, что он приобрел великую к ним склонность учением и долговременным здесь пребыванием, почему он для покупки разных родов, в высылании мастеровых, в надзирании над нашими пансионерами, в советах по их искусству и в попечении о их благосостоянии, конечно, нужен будет… Общая об нем здесь репутация свидетельствует о его честности и добронравии; он, по своей охоте, изрядно грыдирует, пишет красками, модели делает и составляет из стекла разные композиции, подражая древним, что называется „patina antiquа“».
В заседании Академии 9 января 1771 года Раффенштайн избран в почётные академики и назначен комиссионером Академии «с произвождением за его труд по 200 скуди в год». В 1778 году, при посредничестве Фридриха Мельхиора Гримма Раффенштайн стал доверенным лицом российской императрицы Екатерины II, оказывал содействие в пополнении коллекции произведений искусства Санкт-Петербургского Эрмитажа.
В 1778—1787 годах по заказу Екатерины II в Риме под руководством Раффенштайна и австрийского живописца-декоратора Христофора Унтербергера художники Я. Хаккерт, Д. и В. Анджелони, У. Петер и другие «снимали копии» ватиканских росписей для повторения Лоджий Рафаэля в петербургском Эрмитаже, для эрмитажных лоджий архитектор Дж. Кваренги возвёл новый корпус рядом со зданием Большого Эрмитажа. Эрмитажные лоджии были торжественно открыты в 1792 году.